# 千家紀彦
千家 紀彦（せんげ のりひこ、1924年〈大正13年〉12月 - 1994年〈平成6年〉7月12日）は、日本のジャーナリスト、作家。筆名には、志摩紀久夫（しまきくお）、青柳淳郎（あつろう）、本間丫閑斎（あかんさい）がある。朝鮮半島の大邱市生まれ、東京市麻布区材木町（現・東京都港区六本木）育ち。本籍は島根県大社町。両親はいとこ婚であり、父方の祖父も母方の祖父も千家尊福。父は尊福の養子・千家尊宣、弟に千家崇彦がいる。母方の伯父は詩人千家元麿。学習院では三島由紀夫と同級生だった。
幼い頃から父親にDVを受け、14歳の時、父親と女中の性行為を目撃してから不良化。1939年、学習院中等科2年生の時に煙草を吸って退寮処分となる。学業放棄し、教師への投石事件を起こして停学処分を受け、成績不良のため学習院中等科を3年で自主退学。自宅の貴重品を持ち出して売り飛ばし、代金を遊興費にあて、暴力団の仲間と交際し、喧嘩沙汰や窃盗事件を起こし、少年院や拘置所や刑務所に送られ、みずからの眼を潰そうとする自傷行為に走る（このため右目を失明）。1951年4月、府中刑務所から出所後に更生。
1958年、加藤馨らと組んでトップ屋・青柳プロを主宰し、青柳淳郎の名で皇室関連に強いジャーナリストとして活動を展開するが、1962年に経営不振により解散。以後、作家として活動。『睡蓮と小鮒』で1975年度の第10回関西文学賞を受賞した。墓所は多磨霊園(1-1-6)

## 著書
- 『小説皇太子殿下』青柳淳郎 大衆社 1956
- 『背徳の家の子―わが非行体験を告白する』番町書房 1963
- 『また明日またその明日 名門に泣く刑余者の純愛記録』集英社 1963
- 『明治九十九年 世相・事件』青柳淳郎編 オリオン社 1966
- 『また明日またその明日 三津子とともにあるかぎり』佑啓社 1968
- 『離婚のすすめ 愛してないのはお互いさま』芸文社 1968
- 『うんちんぐ&シーイング』芸文社 1970
- 『女囚の部屋」双葉新書　1970　のち文庫
- 『人魚のつぶやき』双葉新書　1971
- 『誘惑の日日』桃園書房 1971
- 『女の監獄』桃園書房 1972
- 『感化院脱走』新典社 1972
- 『痺れるほどの』青樹社 1973
- 『女囚の肌』双葉新書　1974
- 『女囚の詩』双葉新書　1976
- 『睡蓮と小鮒』玄海出版(発売)1980
- 『浪花エロ事師列伝 河内艶笑譚』日本文華社 文華新書・小説選集　1983
- 『皇太子即位の日』大陸書房 1985
- 『破礼句(快＋猥)講座』本間丫閑斎 泰流社 1985
- 『奈落の光景 私のなかの女たち』ノーベル書房 1992